# Victor Ranghetti
Victor César Ranghetti (28 december 1998) is een Braziliaans voormalig baan- en wegwielrenner die in 2017 reed voor Soul Brasil Pro Cycling Team.

## Carrière
In 2016 werd Ranghetti, achter Leonardo Finkler, tweede op het nationale kampioenschap op de weg voor junioren. Een jaar eerder was hij op de baan nationaal kampioen in de ploegenachtervolging geworden.
In 2017 werd Ranghetti prof bij Soul Brasil Pro Cycling Team, dat vanwege een schorsing pas halverwege februari weer aan internationale wedstrijden mocht deelnemen.

## Baanwielrennen

### Palmares
| Jaar     | BK                   | P-AK     | WK       | Overig   |
| Junioren | Junioren             | Junioren | Junioren | Junioren |
| -------- | -------------------- | -------- | -------- | -------- |
| 2015     | Ploegenachtervolging |          |          |          |

## Ploegen
- 2017 –  Soul Brasil Pro Cycling Team

Affonso · Almeida · Cardoso · Chaman · Chamorro · Godoy · Gohr · Machado · Morais · Nazaret · Nicácio · Pinheiro · Pires · Ranghetti · D. Silva · L. Silva · Simón